# Núi lửa Thập niên
Núi lửa Thập niên (tiếng Anh: Decade Volcanoes) bao gồm 16 ngọn núi lửa xác định bởi Hiệp hội quốc tế về núi lửa và Hóa học trong lòng đất (IAVCEI) như là một trong những địa điểm xứng đáng cho công tác nghiên cứu đặc biệt về lịch sử, các đợt phun trào tàn phá và gần các khu vực đông dân cư. Dự án Núi lửa Thập niên khuyến khích nghiên cứu và các hoạt động tuyên truyền toàn dân tại các núi lửa, với mục tiêu đạt được một sự hiểu biết tốt hơn về các núi lửa và những nguy hiểm thể hiện của nó, và do đó có thể làm giảm mức độ nghiêm trọng của thiên tai.
Chúng được đặt tên là Núi lửa Thập niên vì dự án đã được bắt đầu như là một phần tài trợ của Liên hợp quốc trong Thập niên quốc tế về giảm nhẹ thiên tai.
Một ngọn núi lửa có thể được chỉ định một núi lửa thập niên nếu nó thể hiện nhiều hơn một mối nguy hiểm của núi lửa (người dân sống gần núi lửa thập niên có thể gặp phải mưa đất đá từ lòng núi lửa, dòng nham thạch, núi lửa phun trào dung nham, núi lửa bất ổn định và mái vòm dung nham đổ ập xuống), cho thấy hoạt động địa chất gần đây; nằm trong một khu vực đông dân cư (phun trào bất cứ lúc nào của núi lửa thập niên có thể đe dọa hàng chục hoặc hàng trăm ngàn người, và các nguy cơ phun trào sẽ làm giảm nhẹ thiệt hại là rất quan trọng), và dễ tiếp cận để nghiên cứu và có sự hỗ trợ của địa phương (địa phương ổn định về mặt chính trị).

## Mục tiêu của chương trình

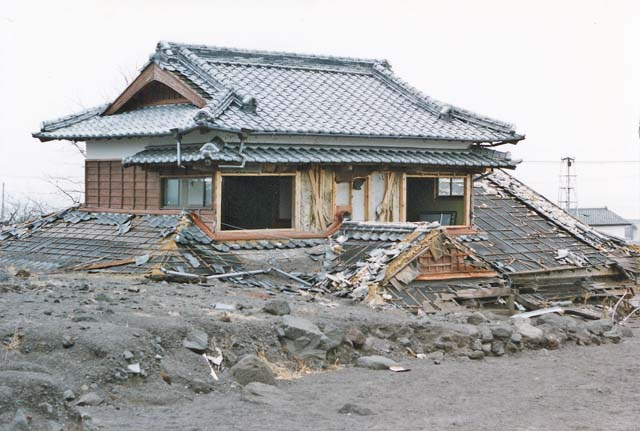
Tòa nhà bị phá hủy bởi đợt phun trào của Núi Unzen, Nhật Bản

Cách tiếp cận chung của dự án Núi lửa Thập niên đã triệu tập một cuộc hội thảo lập kế hoạch, xác định các điểm mạnh và điểm yếu lớn của dự án để giảm thiểu rủi ro tại mỗi núi lửa, và lập kế hoạch như thế nào để giải quyết các điểm yếu được xác định. Một trong những khó khăn phải đối mặt trong việc giảm nhẹ mối nguy hiểm tại núi lửa là đảm bảo rằng các nhà địa chất học và những người sẽ ban hành các biện pháp giảm thiểu có thể trao đổi đầy đủ với nhau, và các chương trình Núi lửa Thập niên đã cố gắng để đảm bảo điều này bằng cách đảm bảo cả hai bên đều có đại diện tại hội thảo Núi lửa Thập niên.

## Danh sách các núi lửa

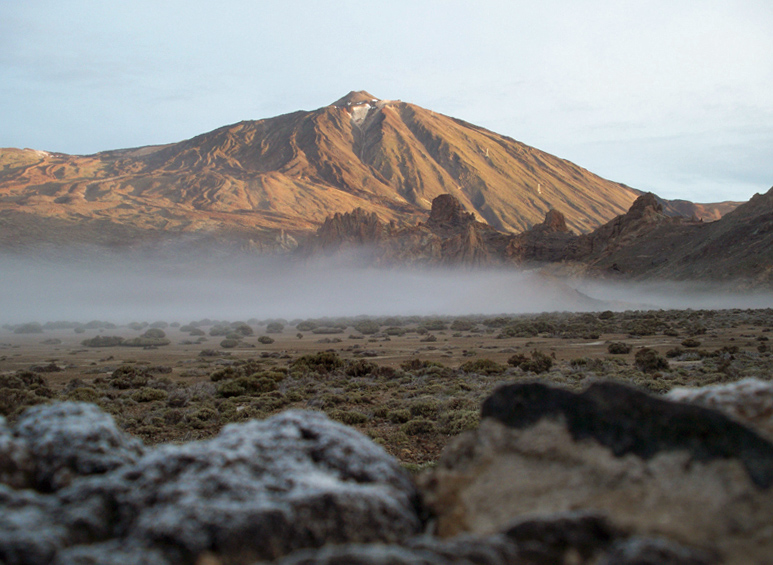
Núi lửa Teide, Tenerife, Quần đảo Canary, Tây Ban Nha.

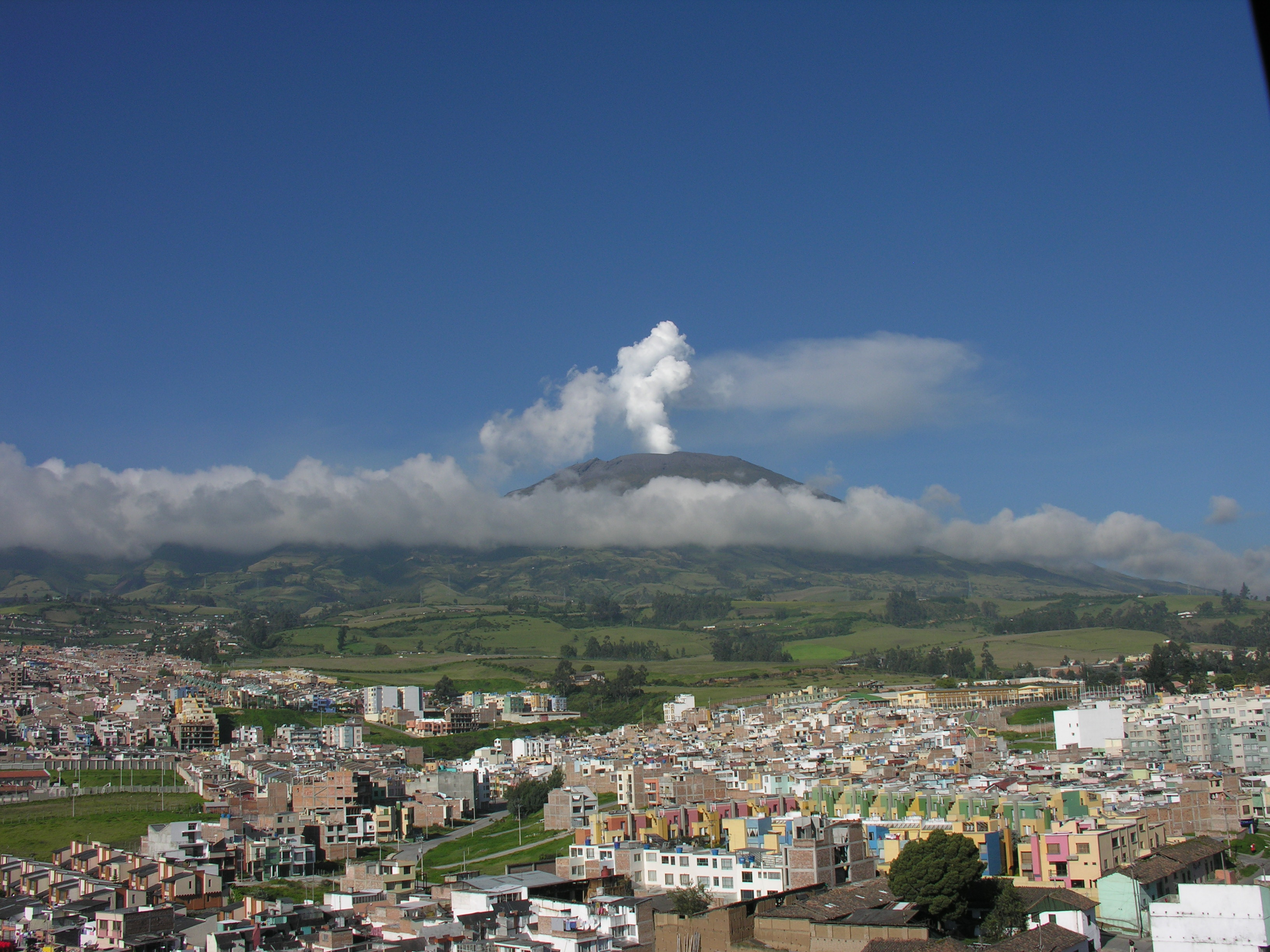
Núi lửa Galeras, Nariño, Colombia.

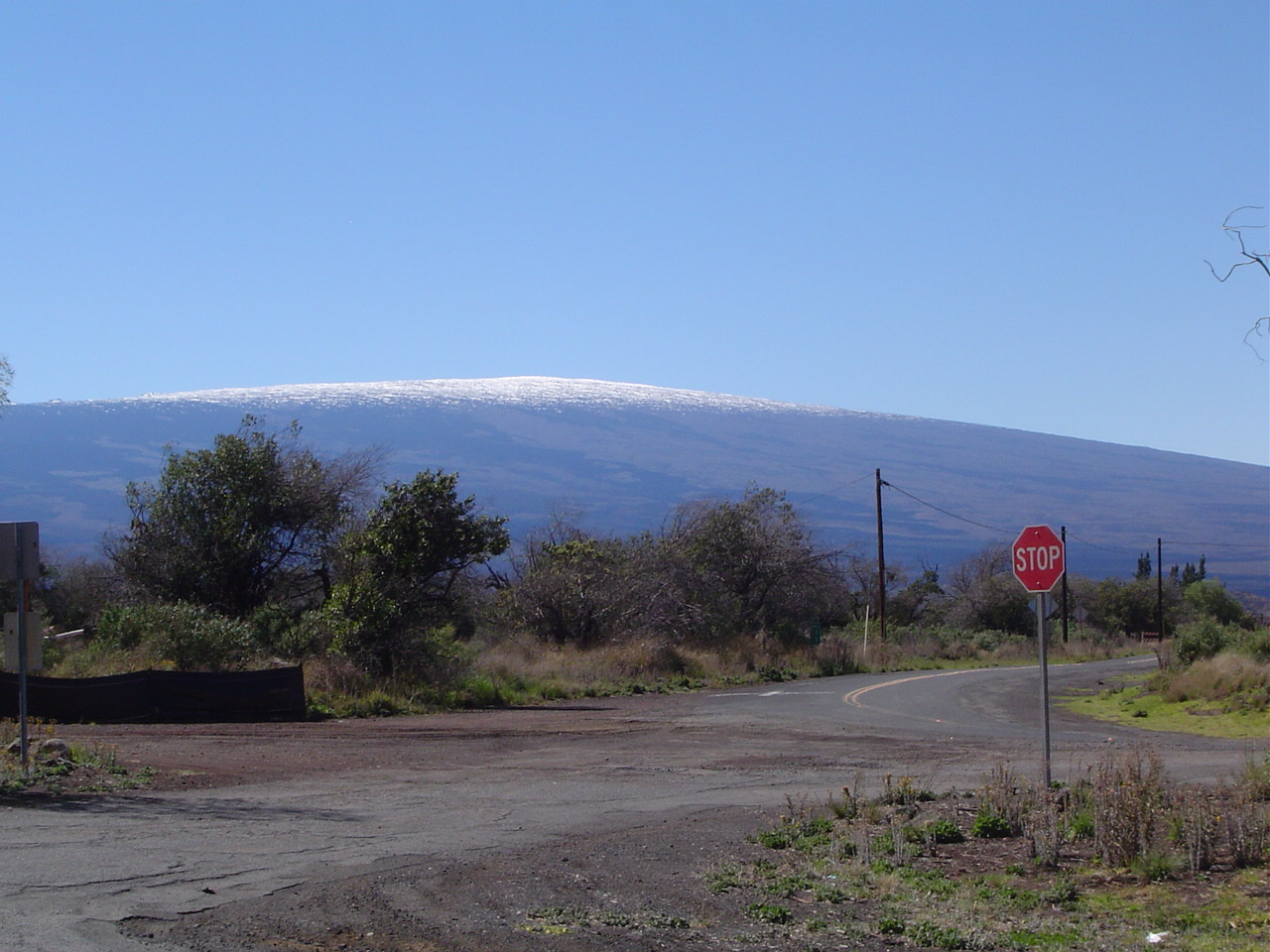
Núi lửa Mauna Loa, Hawaii, Hoa Kỳ.

Những ngọn núi lửa sau đây đã được chọn là 16 Núi lửa Thập niên hiện tại:
- Avachinsky-Koryaksky, Kamchatka, Nga
- Colima, Jalisco và Colima, México
- Núi Etna, Sicilia, Ý
- Galeras, Nariño, Colombia
- Mauna Loa, Hawaii, Hoa Kỳ
- Núi Merapi, Trung Java, Indonesia
- Núi Nyiragongo, Cộng hòa Dân chủ Congo
- Núi Rainier, Washington, Hoa Kỳ
- Sakurajima, Kagoshima, Nhật Bản
- Santa Maria/Santiaguito, Guatemala
- Santorini, Cyclades, Hy Lạp
- Núi lửa Taal, Batangas, Luzon, Philippines
- Teide, Quần đảo Canary, Tây Ban Nha
- Ulawun, New Britain, Papua New Guinea
- Núi Unzen, Nagasaki, Nhật Bản
- Vesuvius, Napoli, Ý